# Dyscritobaeus angulatus
Dyscritobaeus angulatus är en stekelart som först beskrevs av Charles Thomas Brues 1940.  Dyscritobaeus angulatus ingår i släktet Dyscritobaeus och familjen Scelionidae. Inga underarter finns listade i Catalogue of Life.